# روباه‌پرنده غول‌پیکر پس‌گردن طلایی
روباه‌پرنده غول‌پیکر پس‌گردن طلایی (نام علمی: Acerodon jubatus) نام یک گونه از تیره خفاش میوه‌خوار است. این گونه یکی از بزرگترین خفاش‌ها در دنیا است. این گونه به عنوان یکی از جانوران در خطر انقراض در دنیا به علت شکار غیرقانونی و همچنین پراکندگی کم، شناخته شده است. این گونه بوم زاد فیلیپین می‌باشد. وزن این گونه به بیش از ۱٫۲ کیلوگرم و طول بال های آن تا ۱٫۷ متر هم رشد می‌کند. این گونه عمدتاً یک گونه میوه‌خوار است.